# Rimburger Busch und Kanualbusch
Das Naturschutzgebiet Rimburger Busch und Kanualbusch liegt auf dem Gebiet der Stadt Herzogenrath in der Städteregion Aachen in Nordrhein-Westfalen.
Das Gebiet erstreckt sich nördlich der Kernstadt von Herzogenrath und nordwestlich des Herzogenrather Ortsteils Hofstadt. Westlich des Gebietes fließt die Wurm, ein Nebenfluss der Rur, und verläuft die Staatsgrenze zu den Niederlanden, östlich verläuft die Landesstraße L 47. Westlich erstreckt sich das etwa 76,9 ha große Naturschutzgebiet (NSG) Wurmtal nördlich Herzogenrath und südlich das etwa 20,75 ha große NSG Ehemalige Braunkohle-Abgrabung Ottilie.

## Bedeutung
Das etwa 24,5 ha große Gebiet wurde im Jahr 2003 unter der Schlüsselnummer ACK-095 unter Naturschutz gestellt. Schutzziele sind der Erhalt und die Optimierung eines größeren Laubwaldgebiets in der vom Ackerbau geprägten Lösslandschaft.